# Hombres y máquinas
Hombres y máquinas es una de las obras más representativas de la etapa de madurez del pintor y escultor español Guillermo Silveira (1922-1987), clasificable dentro de una corta serie de realizaciones consideradas por el propio autor como «un intento de plasmar el mundo del trabajo», en la que aparecen representados «unos peones trabajando con una máquina de alquitranar». Está pintada al óleo sobre tela y sus dimensiones son de 160 x 89 cm. Firmada y fechada «G. SilveiraGG / 84» en el ángulo inferior derecho.
En cuanto a su temática se la tiene en parte por una segunda versión de la singular Figura y carros, expuesta en Alicante en noviembre de 1967, que fue adquirida «al minuto de haber sido inaugurada. Para qué decirle más» por un coleccionista anónimo francés por un importe de 25 000 pesetas. Existe incluso una pieza homónima (Hombres y máquinas, 1963. Técnica mixta sobre papel, 32 x 43 cm. Col. particular, Mérida), exhibida en la sala de exposiciones de la Sociedad de Instrucción y Recreo Liceo de la ciudad extremeña del 9 al 13 de febrero de 1964 (n.º 10 del catálogo), y que pese a compartir el mismo título nada tiene que ver estilísticamente con la pintura en cuestión.

## Historia y controversias
A finales de diciembre de 1984 obtuvo el Primer Premio del III Concurso de Pintura Eugenio Hermoso, convocado conjuntamente por la Diputación Provincial y el Ayuntamiento de Fregenal de la Sierra, en cuyo Museo de Arte Contemporáneo (MACF) se expone al público desde su inauguración oficial el jueves 4 de marzo de 2021. El jurado calificador estuvo compuesto por Francisco Pedraja (presidente), Antonio Zoido, Carmelo Solís, José Nogales Blanco y Antonio Carrascal Rubio (vocales) y José Vargas Lasso (secretario). Además, se concedieron tres accésits a las obras presentadas por Manuel Santiago Morato (Érase una vez), Juan Francisco García Mateo (Luz de otoño) y Vaquero Poblador (Taberna).

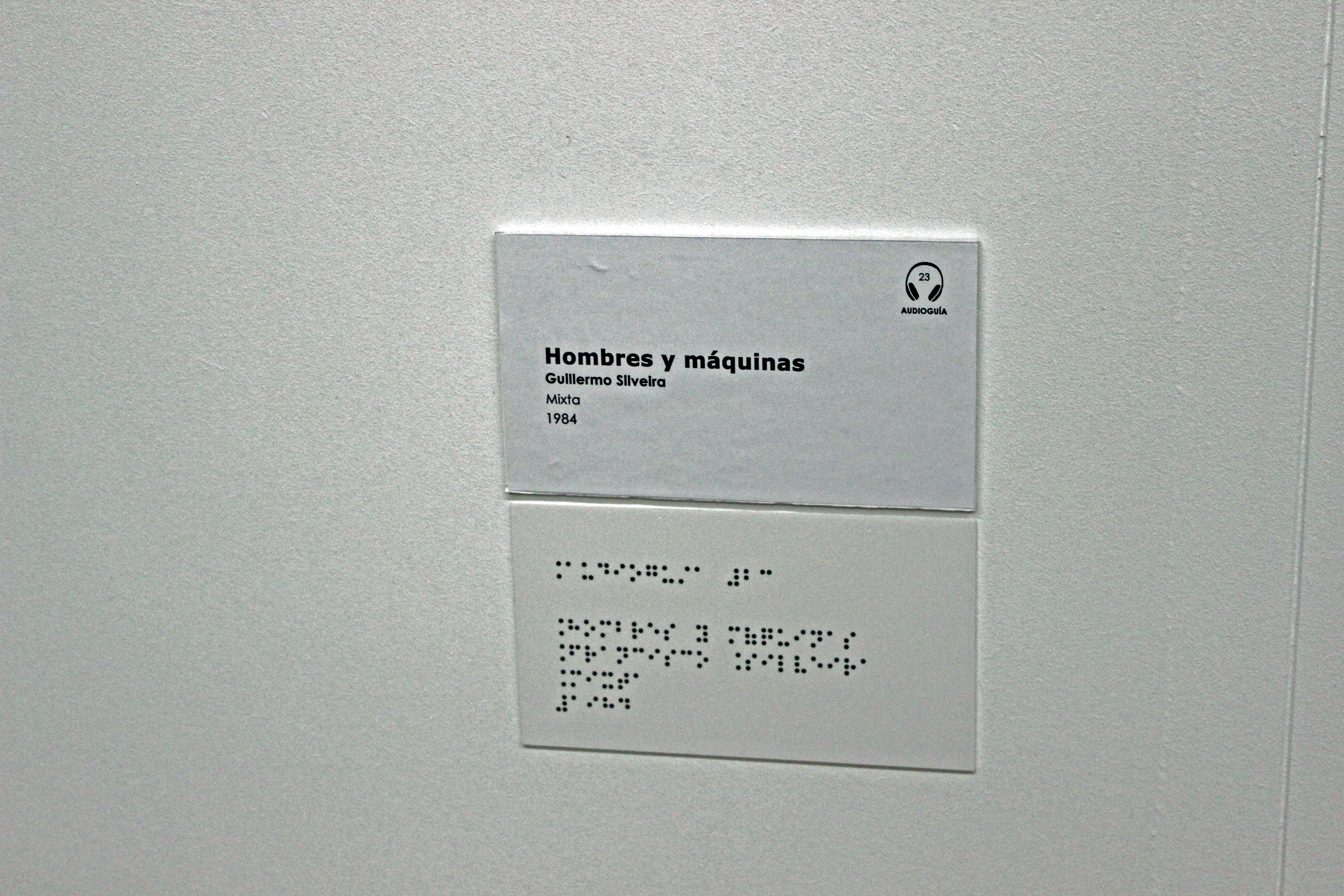
Cartelas identificativas del cuadro de Guillermo Silveira expuesto al público en el MACF desde su inauguración oficial el jueves 4 de marzo de 2021.

Así constó en el acta pertinente emitida con fecha 22 de diciembre de 1984 en la que en primer lugar se detallaba textualmente que la obra galardonada con el Primer Premio había sido «la […] presentada por D. Francisco Silveira, titulad[a] "Hombres y Máquinas", dotado con CUATRO CIENTAS MIL PESETAS», lo que incluso hasta mediados de 2022 dio lugar a diversos errores relativos al verdadero nombre del pintor.
Fuera como fuese, la noticia fue recibida con cierto desagrado por quienes consideraban que un certamen que llevaba el nombre del artista extremeño había de seguir criterios más realistas, inspirados en «valores de siempre», a la hora de otorgar los galardones más aún habida cuenta de que ya los de las dos primeras ediciones habían sido concedidos en 1981 y 1983 (la de 1982 no llegó a convocarse) a otros tantos pintores de corte vanguardista como Antonio Gallego Cañamero y María Ruiz Campins respectivamente.
Se conoce también en tal sentido que la pintura en cuestión había sido encargada meses antes por un coleccionista pacense. Pero al resultar premiada pasó según las bases del certamen a engrosar los fondos de dicho Ayuntamiento lo que obligó al artista a realizar una nueva versión de la pieza (1985, firmada «SilveiraGG» en el ángulo inferior derecho. Óleo sobre lienzo, 115 x 87 cm. Col. particular, Badajoz), presentada por primera vez en la capital del 26 de marzo al 31 de mayo de 2009 («Guillermo Silveira». Centro de exposiciones del Museo Provincial de Bellas Artes, n.º 53).

## Exposiciones
- «Primeros Premios de las XXX Ediciones del Internacional de Pintura Eugenio Hermoso». Sala de exposiciones del conventual de San Francisco. Fregenal de la Sierra (Badajoz), inaugurada el 2 de febrero de 2013.[28]
- «Búsquedas». Palacio de los Barrantes-Cervantes. Trujillo (Cáceres), 15 de septiembre-29 de octubre de 2017 (sin numerar).[8]

## Obras relacionadas
- El maquinista (expuesta erróneamente en 2009 como El regreso), 1975. Técnica mixta sobre lienzo, 126 x 92 cm. Presentada en el salón de plenos del ayuntamiento de Fregenal de la Sierra («Pinturas de Guillermo Silveira», 25 de abril-2 de mayo de 1976). Junto a la pieza en cuestión se mostraron entre otras El puente (ant. 1960), La Ría (ant. 1964), La caseta (1968), Paisaje (canal de riego) (1968. Museo de Arte Contemporáneo de Fregenal de la Sierra [MACF]), En una esquina cualquiera (1972), Pan humilde (c. 1975), Impresión (1976), etcétera.[29][30] «Guillermo Silveira». Museo Provincial de Bellas Artes. Badajoz, 26 de marzo-31 de mayo de 2009 (n.º 47).[31] Col. particular, Maracena, Granada.
- Hombres y máquinas (2.ª vers.), 1985. Óleo sobre lienzo, 115 x 87 cm. «Guillermo Silveira – un puñetazo de alma». Sala Espacio CB Arte de la Fundación CB de Badajoz. Avda. Santa Marina n.º 25, 11-29 de enero de 2022 (sin numerar). Col. particular, Badajoz.[32][33]

### Hemerografía
- Carretero Galán, José Eugenio (6 ene. 1985). «Aquel tirón de oreja». Hoy. Tras el III Concurso de Pintura "Eugenio Hermoso" (Badajoz): 19.
- Díaz Santillana, Santos (13 feb. 1964). «Comentarios al margen: "El estilo es el hombre"». Hoy (Badajoz): 10.
- Nogales, José Luis (23 dic. 1984). «El Premio "Eugenio Hermoso" para G. Silveira». Hoy (Badajoz): 14.
- Nogales, José Luis (28 dic. 1984). «Erigido un monumento a Eugenio Hermoso en Fregenal de la Sierra». Hoy (Badajoz): 18.
- Pagador, José M.ª (7 feb. 1985). «El pintor ha obtenido el Premio "Eugenio Hermoso"». Hoy. Cultura (Badajoz) (2): II.
- REDACCIÓN (23 dic. 1984). «El "Eugenio Hermoso" para Silveira». Hoy (Badajoz): 1.
- Saavedra, Fernando (oct. 2014). «Mosaicos de Guillermo Silveira, a punto de desaparecer». Sharia (Asociación Amigos de Badajoz) (73): 4. DL BA 29-1998.